# Ojo de Agua, Jocotitlán
Ojo de Agua är en ort i Mexiko, tillhörande kommunen Jocotitlán i den nordvästra delen av delstaten Mexiko. Orten hade 590 invånare vid folkräkningen 2010.